# Eucalol

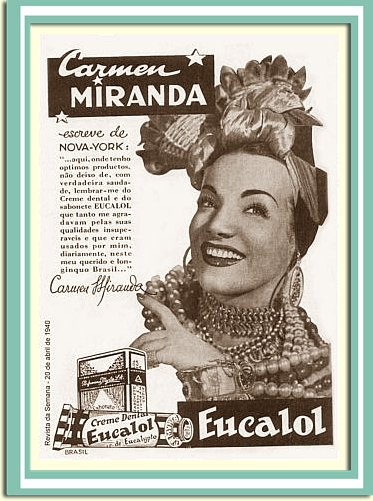
Carmen Miranda em um anúncio do sabonete Eucalol.

Eucalol foi uma empresa de produtos de higiene pessoal brasileira, fundada no Rio de Janeiro pelos irmãos alemães Paulo e Ricardo Stern. Era mais conhecida por seu sabonete que, feito de eucalipto e apresentando uma coloração verde, causou no público da época certo estranhamento. Isso fez com que os empresários resolvessem inovar e lançar no mercado estampas colecionáveis junto ao sabonete, prática que se tornou um grande sucesso entre os consumidores.
As inesquecíveis estampas acompanhavam as embalagens do sabonete Eucalol, circulando no Rio de Janeiro por três décadas, entre 1930 e 1960. Impressas em cartão formato 6x9, apresentavam na frente desenhos com temas variados e no verso um texto explicativo. Elas participavam do cotidiano de crianças e adolescente que privilegiavam as “figurinhas” instrutivas, que ao longo de 54 temas, conduziam-nos por viagens imaginárias entre animais pré-históricos, peixes das profundezas oceânicas, índios do Brasil e episódios da história brasileira.

## História
Em 1917, na Rua São Pedro, localizada no Centro do Rio de Janeiro, o imigrante judeu alemão Paulo Stern fundou a empresa Correa da Silva & Cia Ltda. com a atividade de venda de essências, as quais eram fabricadas no sobrado em cima da loja. Terminada a Primeira Guerra Mundial, veio para o Brasil seu irmão Ricardo Stern, que ingressou na sociedade e a dinamizou, iniciando em 1923 as obras de construção de uma fábrica na Rua Ribeiro Guimarães, nº 15, inaugurada por volta de 1924.
Nas novas instalações fabris, a empresa alterou a sua razão social para Paulo Stern & Cia Ltda. e partiu para a ampliação da linha de produtos fabricados, lançando inicialmente o sabonete Eucalol e mais tarde a pasta de dentes e o talco. Os sabonetes fabricados à época eram na cor rosa e branca, e o Eucalol, por ser derivado do eucalipto, era na cor verde, o que causou rejeição dos consumidores e pouca venda.
Inicialmente tentaram conquistar o público com um concurso de poemas tendo por tema o sabonete. Os vencedores recebiam prêmios em dinheiro e menções honrosas publicadas na revista Fon-Fon em 1928. Mesmo assim as vendas do Eucalol não eram satisfatórias, e os irmãos Stern lembraram-se das estampas Liebig que tanto sucesso faziam na Europa e resolveram lançar as Estampas Eucalol, convidando o público a colecioná-las com um anúncio publicado no suplemento do jornal A Noite em 11 de junho de 1930. O sucesso foi estrondoso, crianças e adultos colecionavam as estampas impulsionando as vendas do sabonete e a empresa crescia vertiginosamente.
Em 1932, ingressou na sociedade o terceiro irmão, Erich Stern, e a empresa alterou a razão social para Perfumaria Myrta S/A. No decorrer da década de 1930 foram sendo adquiridos os terrenos vizinhos e a fábrica sendo ampliada, tendo na década de 1940 atingido a numeração de 3 a 99 na Rua Ribeiro Guimarães.

## Estampas Eucalol

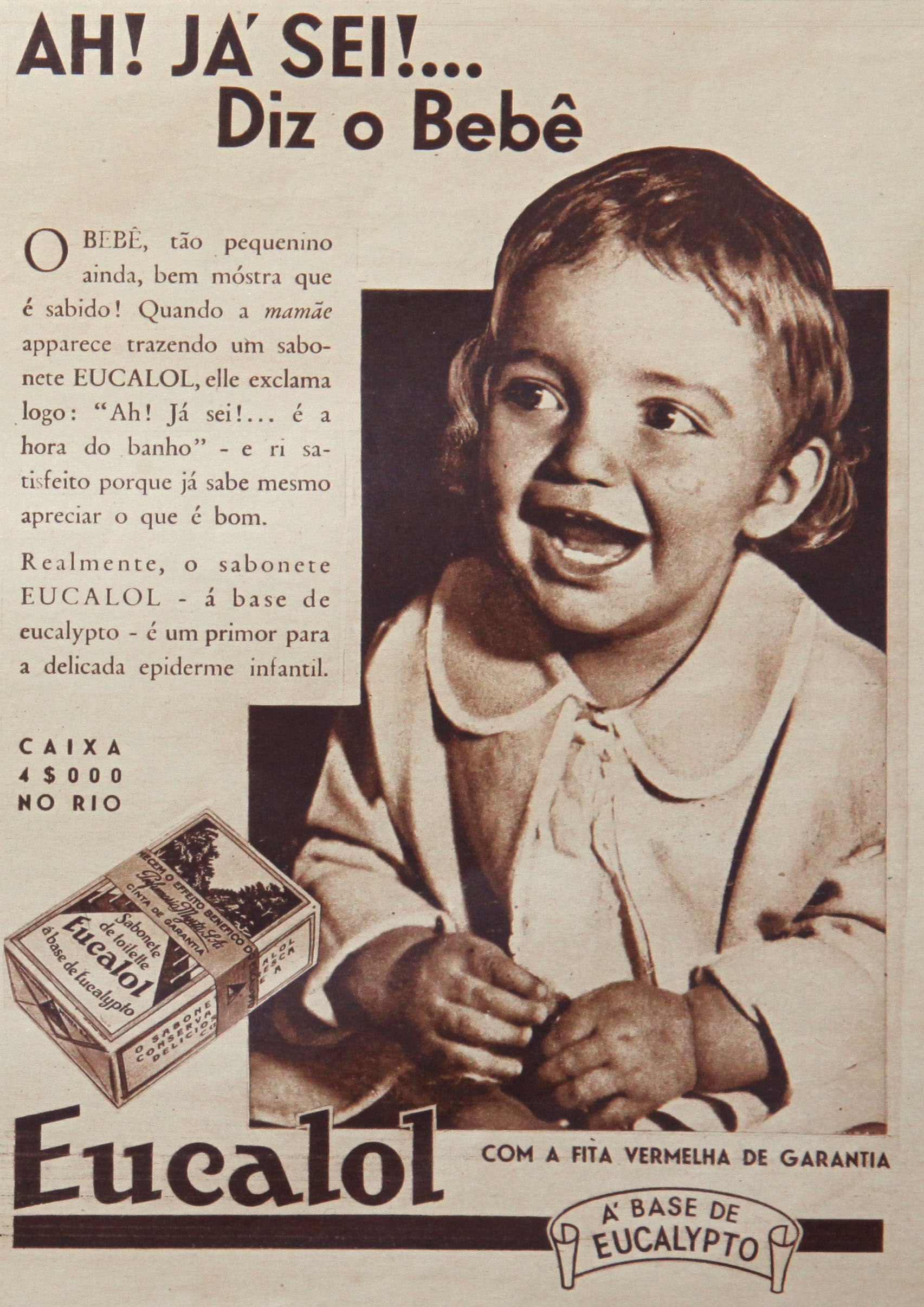
Anúncio do Sabonete Eucalol

As primeiras séries das Estampas Eucalol tiveram temas bem brasileiros: "A Vida de Santos Dumont", "Episódios Nacionais", "Produtos do Brasil", "Cachoeiras do Brasil", "Aves do Brasil", entre outros, intercalados com outros temas de âmbito universal como "Dom Quixote" e "Compositores Célebres", e nesta última incluíram Carlos Gomes. De 1930 a 1957, ano em que foram emitidas as últimas estampas, houve 54 temas distribuídos em 2 400 estampas. Uma série bonita é a dos "Uniformes do Brasil" desde 1730, publicada com autorização do Ministério da Guerra.
Uma das séries sobre bandeiras deixou um folclore até hoje não esclarecido. Como várias séries eram republicadas no correr dos anos, este tema estava sendo reimpresso quando o Brasil entrou na Segunda Guerra Mundial. Na impressão anterior, este tema tinha quatro bandeiras entre outras, sendo duas da Alemanha, uma do Japão e uma da Itália. Dizem que quando o primeiro carregamento de estampas chegou à fábrica a Diretoria mandou separar todas estas 4 estampas e fez uma cerimônia solene de queima das mesmas no pátio. Consta que alguns funcionários, que eram colecionadores, separaram para si algumas destas estampas, mas até hoje não se tem notícia de alguém as ter visto. Alguns colecionadores, vendo que estas 4 estampas não apareciam no mercado, procuraram a Perfumaria Myrta e lhes foi dado um cartão (dizendo que tais estampas não haviam sido impressas) para ser colocado no álbum, a fim de não deixar suas coleções com espaços em aberto.
Séries como "História do Brasil" e "Lendas do Brasil" eram usadas em escolas pelo país afora como material didático. O artista Percy Lau, por ter vasta experiência no desenho de temas regionais brasileiros em virtude de ter trabalhado durante muitos anos no IBGE fazendo desenhos temáticos, foi contratado para desenhar a série "Viajando Pelo Brasil", que apresenta 6 estampas com motivos regionais de cada estado, inclusive o da cidade do Rio de Janeiro, na época Distrito Federal. Os originais destes desenhos foram feitos por ele a bico de pena e são muito interessantes.

## Declínio
Após a Segunda Guerra Mundial, a primeira geração da família Stern foi se afastando do trabalho diário, passando o bastão para a segunda geração. Durante a década de 1950, a Perfumaria Myrta teve forte presença na mídia, tanto no rádio como em revistas, tendo patrocinado o programa Balança Mas Não Cai da Rádio Nacional durante muitos anos. Um tema que proporcionou belas estampas é o das histórias infantis como "João e Maria", "Branca de Neve", "Gato de Botas", "Gata Borralheira", "Chapeuzinho Vermelho" e "A Bela Adormecida".
Visando reduzir custos a fim de enfrentar a concorrência das multinacionais que se estabeleciam no Brasil, a Perfumaria Myrta decidiu encerrar a impressão das Estampas Eucalol em 1957, e o último tema impresso foi Escotismo, cujos aficionados até hoje procuram por estas estampas. Apesar do esforço desprendido a empresa não suportou a concorrência e em 1978 acabou por ser vendida, tendo sido requerida a falência da empresa em 1980.

## Ligações Externas
Página com imagens de algumas das estampas colecionáveis.